# Dicolonus argentatus
Dicolonus argentatus là một loài ruồi trong họ Asilidae. Dicolonus argentatus được Matsumura miêu tả năm 1916.